# Mecklenburgische Seenplatte
Mecklenburgische Seenplatte er det største sammenhængende system af søer og kanaler i Tyskland. Det ligger i den sydlige del af delstaten Mecklenburg-Vorpommern og bliver kaldt «landet med de tusind søer».
Området omfatter Müritz-Nationalpark med Tysklands næststørste sø, Müritz, og fuglereservaterne Feldberger Seenlandschaft, Mecklenburgische Schweiz og Nossentiner/Schwinzer Heide.
Som søplateauerne i Pommern og Masurien (de Masuriske Søer) blev Mecklenburger Seenplatte dannet under den sidste istid. De mange søer er rester efter isen, som trak sig tilbage for cirka 12.000 år siden.
Området rundt om Mecklenburgische Seenplatte er fladt, har få indbyggere og er stort set dækket af skove, søer og moser. Selve søerne er populære for bådture og fiskeri. De er et naturligt habitat for mange planter og dyr, herunder også udrydningstruede arter.